# Dương Văn Minh
Dương Văn Minh (Mỹ Tho, 16 febbraio 1916 – Pasadena, 6 agosto 2001) è stato un politico e generale vietnamita.
Guidò l'Esercito del Vietnam del Sud sotto il Primo ministro Ngô Đình Diệm. Nel 1963 divenne capo del Vietnam del Sud dopo il colpo di Stato nel quale fu assassinato Ngô Đình Diệm.

## Biografia
Dương Văn Minh nacque il 16 febbraio 1916 a Mỹ Tho nel Delta del Mekong. Andò a Saigon dove frequentò la migliore scuola coloniale francese, nella quale studiò anche il re di Cambogia Norodom Sihanouk.
Iniziò la sua carriera militare negli anni 1940 quando entrò a far parte dell'Esercito coloniale francese. Fu uno dei 50 ufficiali Vietnamiti che furono commissionati.
Fu consigliere militare del Presidente Ngô Đình Diệm nell'anno 1962-63

### La caduta di Diem
Ngô Đình Diệm era un leader molto impopolare, e nel 1963 gli Stati Uniti informarono Minh che non avrebbero avuto nulla da obiettare se Diệm fosse stato rovesciato. Minh fu il secondo generale più alto in grado al tempo, che condusse il Colpo di stato nel Vietnam del Sud il 1º novembre 1963.
Il giorno successivo, Diệm e suo fratello Ngô Đình Nhu furono giustiziati dalla guardia del corpo di Minh: Nguyen Van Nhung dopo essersi arresi. Minh assunse l'incarico di governo nel quadro di una giunta militare il 6 novembre. Dopo due mesi, venne sostituito dal generale Nguyễn Khánh e andò in esilio.

### La caduta di Saigon
Minh rientrò in patria nel 1968 e si oppose alla politica del presidente Nguyễn Văn Thiệu. Il 28 aprile 1975 dopo le dimissioni di Van Thieu fu nominato presidente ma non poté evitare la caduta di Saigon e divenne l'ultimo presidente del Vietnam del Sud.

### La vita in esilio
A Dương Văn Minh fu permesso di emigrare in Francia nel 1983, stabilendosi vicino a Parigi, dove visse con i due figli (Minh Duc Duong e Minh Tam Duong). Nel corso degli ultimi anni della sua vita si trasferì a Pasadena in California con sua figlia, Mai Duong. Con l'avanzare dell'età ebbe bisogno di ricorrere alla sedia a rotelle per potersi muovere.
Il 5 agosto 2001, Dương Văn Minh riportò gravissimi traumi in seguito a una caduta nella sua casa a Pasadena. Fu portato al Huntington Memorial Hospital di Pasadena dove morì la notte successiva all'età di 85 anni. Fu sepolto al Rose Hills Memorial Park a Whittier in California.
Sia i sostenitori del vecchio governo del Vietnam del Sud che i sostenitori del governo vietnamita attuale nutrono sentimenti contrastanti nei confronti di Dương Văn Minh, in gran parte dovuti alla sua consegna.